# Böðvar Guðmundsson
Böðvar Guðmundsson (* 9. Januar 1939 auf dem Hof Kirkjuból im Bezirk Hvítársíða) ist ein isländischer Schriftsteller und Übersetzer.

## Leben
Nach dem Abitur in Reykjavík 1962 schloss Böðvar Guðmundsson im Jahre 1969 sein Isländisch-Studium an der Universität Island ab. Von 1964 bis 1965 hatte er in Deutschland studiert. Er arbeitete als Aushilfslehrer in Island, später auch als Dozent an der Christian-Albrechts-Universität in Kiel sowie an der philosophischen Fakultät der Universität Islands (1970–1972). Von 1981 bis 1983 war er an der Theaterschule Islands tätig, von 1983 bis 1987 als Gastdozent an der Universität in Bergen.
Böðvar Guðmundsson lebt heute in Dänemark.

## Werk
Böðvar Guðmundsson hat Gedichte, Theaterstücke und Romane geschrieben. Sein erstes Buch, das Gedichtband Austan Elivoga, erschien im Jahre 1964. Seine beiden Romane über die Auswanderungswellen der Isländer nach Nordamerika im 19. Jahrhundert (Híbýli vindanna und Lífsins tré) erfreuten sich in Island enormer Beliebtheit, für den zweiten Roman dieser Reihe wurde Böðvar im Jahre 1996 der isländische Literaturpreis (Íslensku Bókmenntaverðlaun) verliehen.
2009 erschien sein bisher letzter Roman, Enn er morgun, der von einem deutschen Juden zur Zeit des Nationalsozialismus erzählt. Dessen Protagonist ist dem deutschen Sprachwissenschaftler Bruno Kress nachempfunden.
Böðvar Guðmundssons historische Romane wurden ins Dänische und Englische übersetzt, einige Gedichte liegen auch in deutscher Übersetzung vor.
Darüber hinaus hat Böðvar selbst Kinder- und Erwachsenenbücher ins Isländische übersetzt, unter anderem Werke von Heinrich Böll (Und sagte kein einziges Wort), Roald Dahl, Michael Ende, Mary Shelley (Frankenstein) und Astrid Lindgren.

### Romane
- Bændabýti, 1990
- Híbýli vindanna, 1995
- Lífsins tré, 1996
- Sögur úr Síðunni, 2007
- Enn er morgun, 2009

### Kurzgeschichten
- Sögur úr seinni stríðum, 1978
- Kynjasögur, 1992